# Herbert Silbermann
Herbert Silbermann (* 28. Juni 1897 in Breslau; † 15. Oktober 1957 in Freiburg im Breisgau) war ein deutscher Filmproduzent.

## Leben und Wirken
Der gebürtige Breslauer stieß nach seinem Abitur zum Film. Dort erlernte er das Filmgeschäft von der Pike auf und arbeitete sukzessive als Aufnahmeleiter, Produktionsleiter und schließlich als Produzent der Firmen Splendid-Film („Durchlaucht amüsiert sich“) und Phoebus-Film (Trenck). Beim späten Stumm- und frühen Tonfilm stellte Silbermann mehrfach Inszenierungen Conrad Wienes her.
Die Zeit des Nationalsozialismus überdauerte Silbermann in der westeuropäischen Emigration. In Belgien wurde er während der Vorarbeiten zum geplanten Hans-Behrendt-Film „Revolution der Jugend“, einer österreichisch-belgischen Coproduktion, von der Annexion Österreichs (März 1938) überrascht, sodass dieses Filmprojekt nicht mehr umgesetzt werden konnte. Nach dem Zweiten Weltkrieg kehrte Herbert Silbermann, der als einziger von vier Geschwistern den Holocaust überlebt hatte, nach Deutschland (Bundesrepublik) zurück und ließ sich in Hamburg nieder. Dort gründete er im Jahr 1949 seine alte Phoebus-Filmgesellschaft unter dem Namen „Phoebus International Filmproduktion Herbert Silbermann“ neu. Nebenbei betätigte sich Silbermann auch als freier Autor und führte 1952 Regie bei dem Dokumentarfilm „Walzer von Strauß“.
Herbert Silbermann war in erster Ehe mit der späteren Künstleragentin Elli Silman verheiratet.

## Filmografie
- 1929: Eros in Ketten
- 1929: Revolution der Jugend
- 1930: Eine Dirne ist ermordet worden
- 1931: Das Schicksal einer schönen Frau (Madame Blaubart)[A 1]
- 1931: So lang’ noch ein Walzer vom Strauß erklingt
- 1932: Durchlaucht amüsiert sich
- 1932: Johann Strauß, k.u.k. Hofkapellmeister
- 1932: Trenck
- 1933: Keinen Tag ohne dich
- 1952: Walzer von Strauß (Dokumentarfilm, Regie, Produktion)